# Ctenomys maulinus
Ctenomys maulinus је врста глодара (Rodentia) из породице туко-тукоа (Ctenomyidae).

## Распрострањење
Врста је присутна у Аргентини и Чилеу.

## Станиште
Врста је по висини распрострањена од 900 до 2.000 метара надморске висине.

## Угроженост
Ова врста је наведена као последња брига, јер има широко распрострањење и честа је врста.